# PGC 37951
LEDA/PGC 37951 ist eine irreguläre Galaxie vom Hubble-Typ Im mit ausgedehnten Sternentstehungsgebieten im Sternbild Großer Bär am Nordsternhimmel, die schätzungsweise 54 Millionen Lichtjahre von der Milchstraße entfernt ist. Gemeinsam mit vier weiteren bildet sie die NGC-4036-Gruppe (LGG 266).
Im selben Himmelsareal befinden sich u. a. die Galaxien NGC 4036, NGC 4041, NGC 3945, IC 758.